# Gambusia xanthosoma
Gambusia xanthosoma är en fiskart som beskrevs av Greenfield, 1983. Gambusia xanthosoma ingår i släktet Gambusia och familjen Poeciliidae. Inga underarter finns listade i Catalogue of Life.